# Союз ТМА-16
«Союз ТМА-16» — російський пілотований космічний корабель, на якому здійснено пілотований політ до міжнародної космічної станції. Це двадцятий політ космічного апарата серії «Союз» до МКС. Екіпаж корабля на старті становив двадцять першу довготривалу експедицію до МКС. До складу експедиції входив восьмий космічний турист Гі Лаліберте (Канада).

## Емблема польоту
В основі емблеми польоту «Союз ТМА-16» лежить робота Н. Местяшової. Три великі зірки над зображенням космонавта символізують трьох членів екіпажу. У верхній частині емблеми зображені прапори рідних країн членів екіпажу-російський, американський і канадський. Круглі фігури в лівому верхньому кутку — прості елементи, з яких складається Всесвіт. «Колиска життя», з якої починається політ до зірок екіпажу, символізує зелений паросток. Він поступово перетворюється на ракету і космічний корабель, що летить до золотої дев'ятикінцевої зірки — МКС. Дев'ять космонавтів становив екіпаж станції після пристикування «Союзу ТМА-16»

## Екіпаж
Екіпаж старту
- (ФКА) Максим Сураєв (1)[1] — командир екіпажу.
- (НАСА) Джеффрі Вільямс (3) — бортінженер.

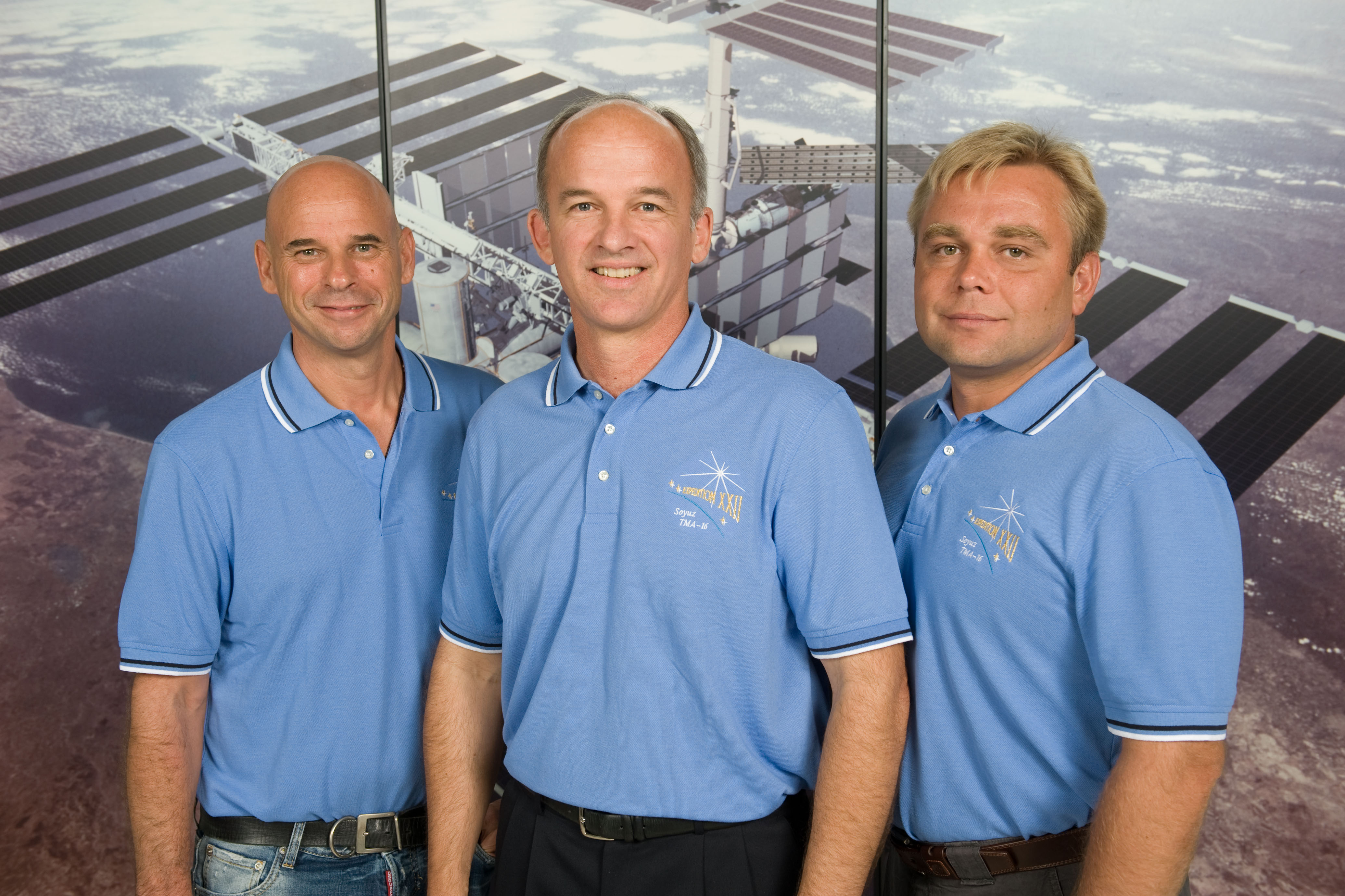
Екіпаж TMA-16

- (SA) Гі Лаліберте (1) — учасник польоту, сьомий космічний турист.

Дублерний екіпаж
- (ФКА) Олександр Скворцов, мол. — командир екіпажу.
- (НАСА) Шеннон Вокер — бортінженер.
- (SA) Барбара Баррет — учасник польоту.

Екіпаж посадки
- (ФКА) Максим Сураєв (1) — командир екіпажу.
- (НАСА) Джеффрі Вільямс (3) — бортінженер.

## Підготовка до польоту
- 29 травня 2009 на космодром Байконур (майданчик № 112) була доставлена ракета-носій «Союз-ФГ», призначена для запуску транспортного пілотованого корабля (ТПК) «Союз ТМА-16»
- 6 червня 2009 на спільній прес-конференції Роскосмосу і компанії Space Adventures було оголошено ім'я третього члена екіпажу корабля. Ним став канадський підприємець Гі Лаліберте.
- 24 червня 2009 керівник Федерального космічного агентства Пермінов затвердив емблему екіпажу корабля «Союз ТМА-16». Основою став малюнок 14-річної Насті Местяшової із села Сакмара Оренбурзької області
- 9 серпня 2009 ТПК «Союз ТМА-16» був доставлений у монтажно-випробувальний корпус 254-го майданчика. Корабель був вивантажений з транспортувального агрегату і встановлений у стенд електровипробування. Після електровипробування розрахунки «РКК „Енергія“ імені С. П. Корольова» почали перевірочні операції.

## Політ

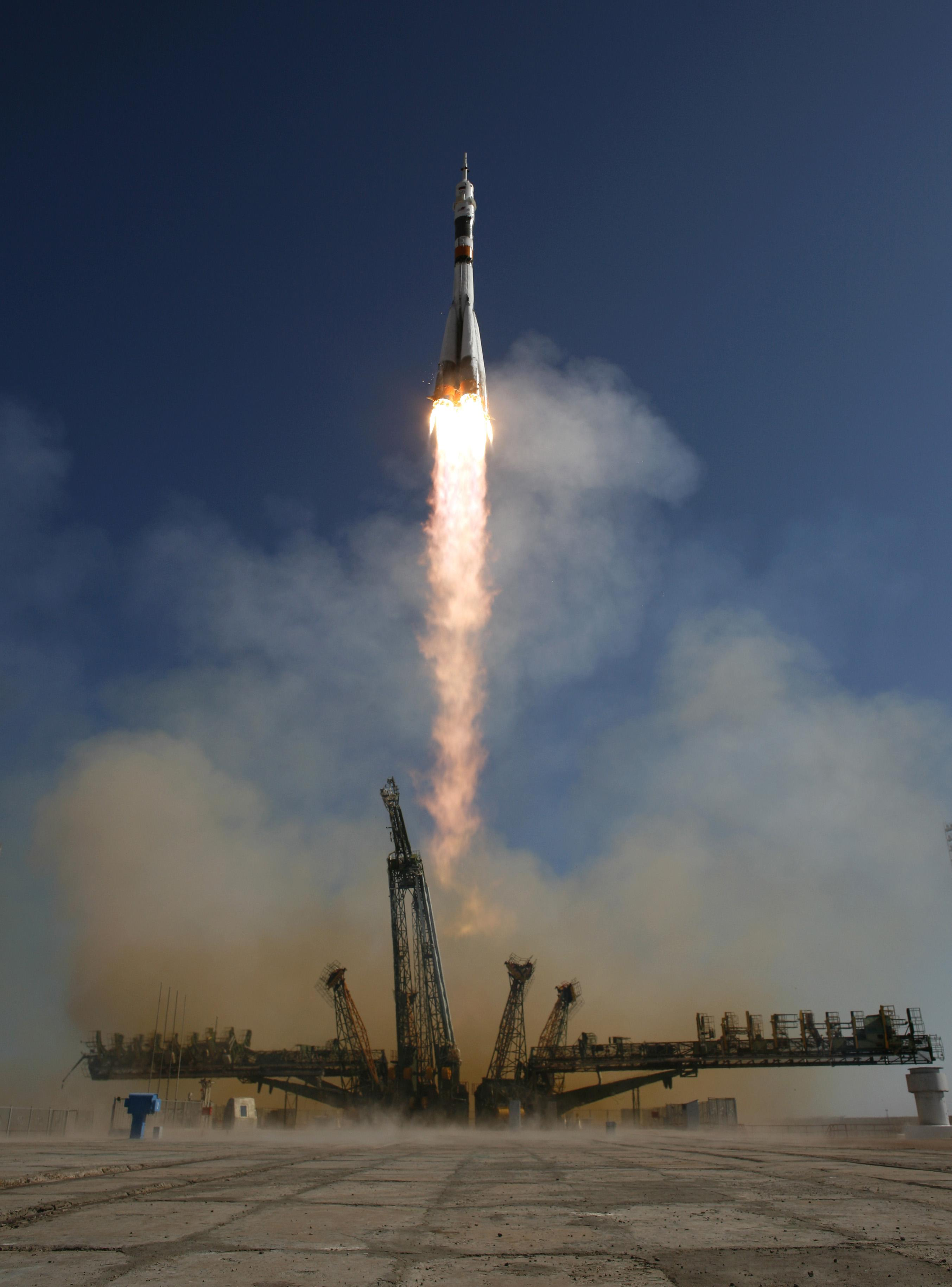
Запуск «Союзу ТМА-16».

- 30 вересня о 7 годині 14 хвилин за Гринвічем (13 годин 14 хвилин місцевого часу) космічний корабель «Союз ТМА-16» з екіпажем на борту успішно стартував з космодрому Байконур. На церемонії запуску «Союз ТМА-16» був присутній президент Російської Федерації Дмитро Медведєв. Це перше відвідування Медведєвим космодрому Байконур. Стикування з Міжнародною космічною станцією планувалось 2 жовтня о 8:37 +/-3 хвилини за Гринвічем.
- 2 жовтня о 8 годині 35 хвилин за Гринвічем корабель «Союз ТМА-16» в автоматичному режимі пристикувався до кормового порту модуля «Звєзда» МКС. О 10 годині 57 хвилин був відкритий люк між кораблем і станцією. Космонавти Максим Сураєв і Джеффрі Вільямс і космічний турист Гі Лаліберте перейшли на станцію. Вперше до станції були пристиковані три кораблі «Союз» одночасно. «Союз ТМА-16» був пристикований до кормового порту модуля «Звєзда», «Союз ТМА-15» — до нижнього (спрямованого на Землю) порту модуля «Заря» і «Союз ТМА-14» — до модуля «Пірс». Прибуття корабля «Союз ТМА-16» до станції означало закінчення 20-ї довготривалої експедиції МКС і початок 21-ї експедиції МКС. Командир 20-ї експедиції Геннадій Падалка передав командування станції космонавту Європейського космічного агентства бельгійцю Франку Де Вінне. 11 жовтня Геннадій Падалка, бортінженер Майкл Барратт і турист Гі Лаліберте на кораблі «Союз ТМА-14» відстикувались від станції і повернулися на Землю.
- 21 січня 2010 року «Союз ТМА-16» був перестикований з модуля «Звєзда» на модуль «Поіск». Корабель був відстикований від станції о 10:03 GMT, пристикований на нове місце о 10:24 GMT. Корабель був у вільному польоті 21 хвилину. Операції з відведення корабля від станції, обльоту її і подальшого стикуванні виконував командир «Союзу ТМА-16» Максим Сураєв з використанням системи ручного управління. Разом із ним на кораблі як бортінженер перебував Джеффрі Вільямс. На МКС залишалися Олег Котов, Соїті Ногуті і Тімоті Крімер. Перестикування здійснювалось для звільнення стикувального вузла модуля «Звєзда» для прийому корабля «Прогрес М-04М», а також для можливості корекції орбіти МКС двигунами модуля «Звєзда».

## Завершення польоту
Корабель з космонавтами Сураєвим і Вільямсом на борту відстикувався від МКС 18 березня 2010 в 8:03:03 UTC і здійснив посадку того ж дня об 11:23:04 UTC за 58 кілометрів на північний схід від міста Аркалик (Казахстан).

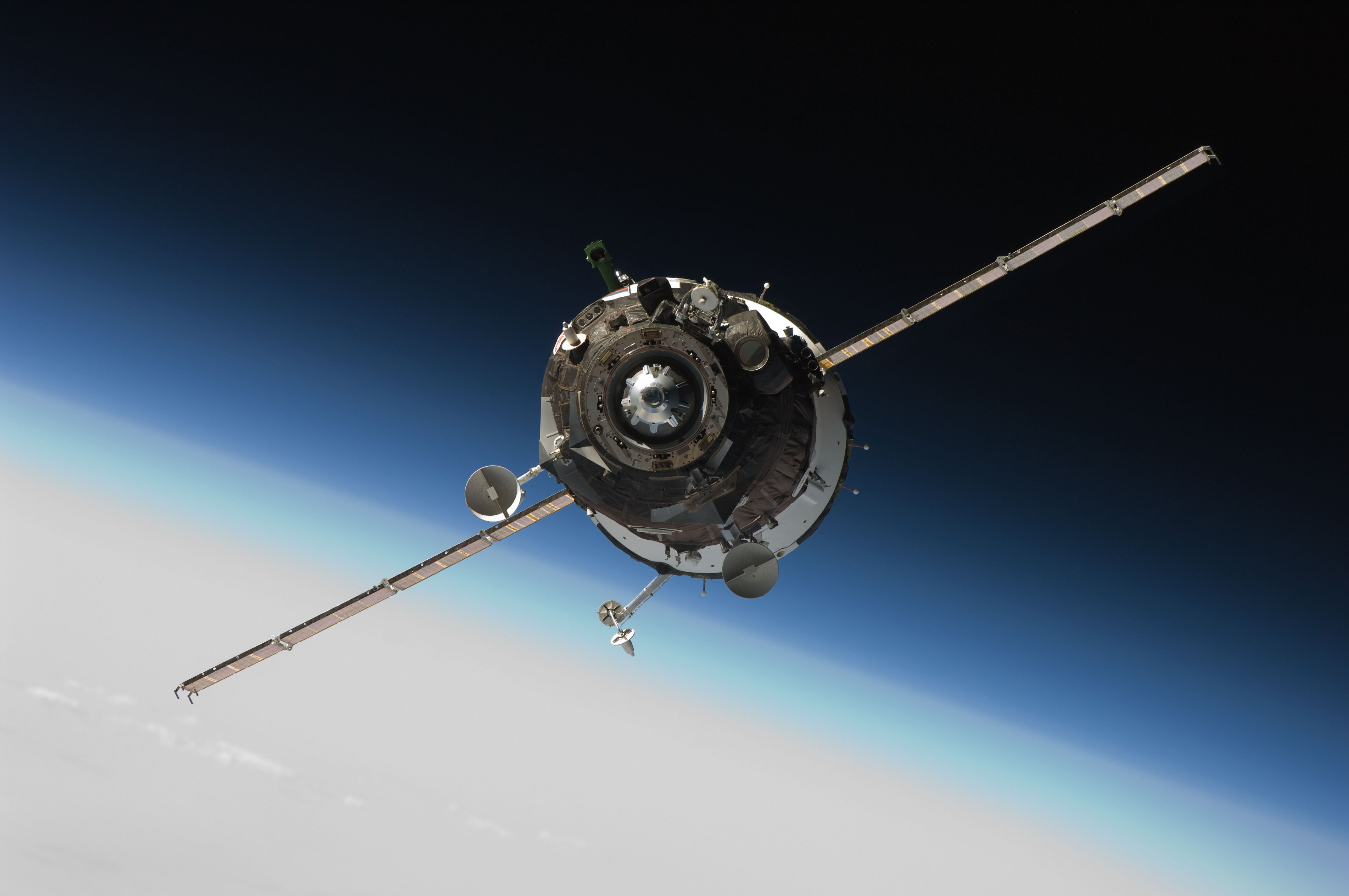
Наближення Союза TMA-16 до МКС

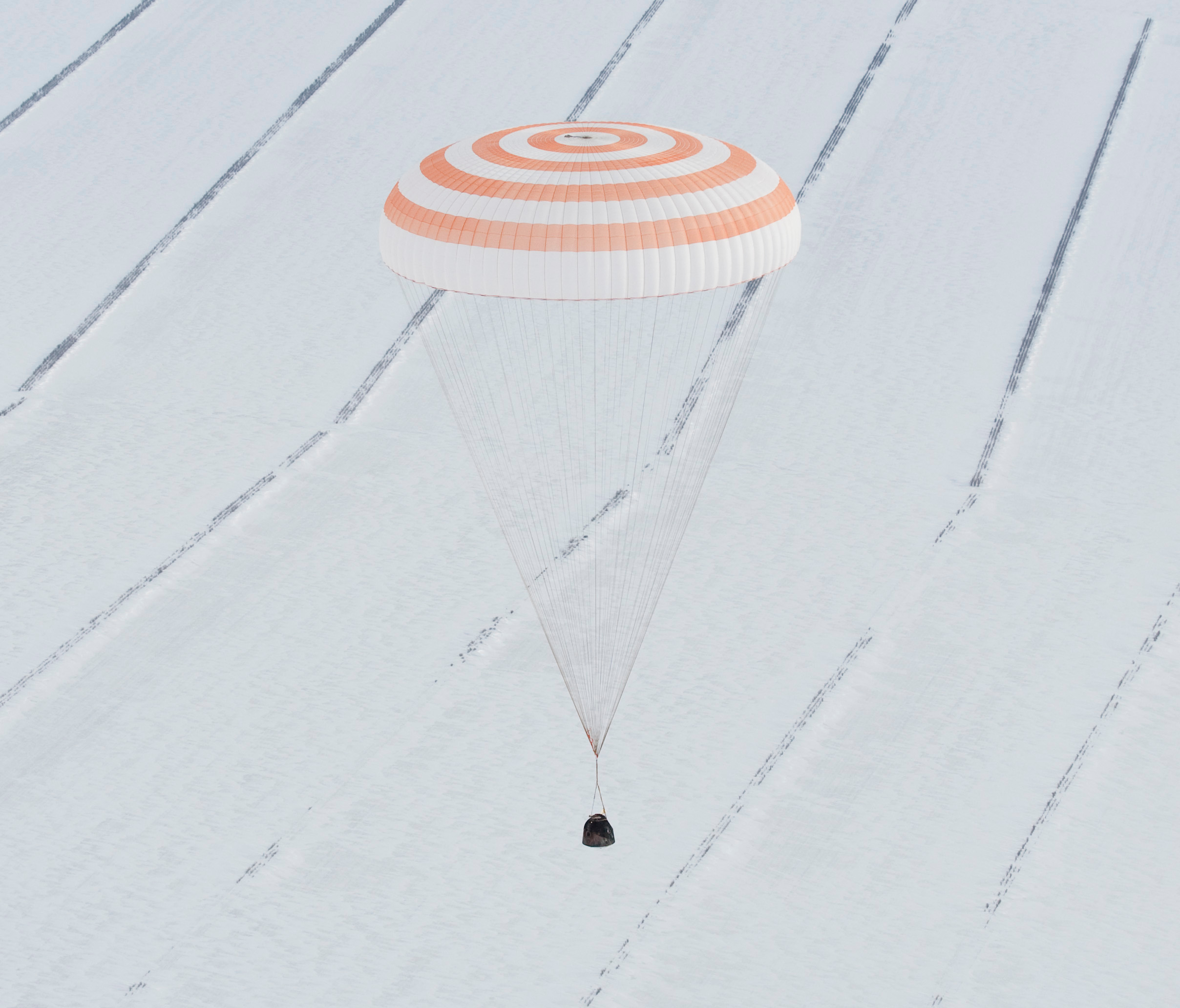
Посадка Союза TMA-16